# Metal (API)
Metal（メタル）はAppleのオペレーティングシステム上でサポートされる、オーバーヘッドの小さいローレベル（low level）なコンピュータグラフィックスAPIである。Metalでは、OpenGLとOpenCLに似た機能を一つのAPIに統合している。Metalはクロノス・グループによるVulkanや、マイクロソフトによるWindows向けのDirect3D 12といった、他のプラットフォームにおける類似のAPIによるパフォーマンス上の利点をmacOS／iPadOS／iOS／visionOSにもたらしている。
MetalはC++11をベースとした新しいシェーディング言語、Metal Shading Language（MSL）を利用する。これはClangとLLVMによって実装されている。Metalはコンピュートシェーダーを導入することでGPGPUプログラミングのしやすさも向上している。
macOS Ventura, iOS/iPadOS 16のMetal 3では、MetalFX Upscalingという超解像度技術を実装している。
macOS Sonomaでは、Xcode 15向けThe Game Porting ToolkitのMetal shader converterで、Windows向けゲームを移植する際、DirectX 12からMetal 3へ変換できる。

## 対応環境
2023年現在、Metal 3での動作条件は、Apple A13 Bionic以上を搭載したiPhone 11/SE (第2世代)以降とiPad (第9世代)以降、AppleシリコンまたはIntel UHD Graphics 630以降のGPUを搭載したMacが必須となっている。対応OSは、macOS Ventura, iOS 16, iPadOS 16以降である。
初期のMetalはApple A7以降を搭載したiOS機器、およびOS X El Capitan以降が動作する一部のMacコンピュータで利用可能であった。OS X El Capitanに対応しているMacであっても、Metalに対応しているとは限らない。
2017年10月時点でのMetal及びMetal2対応Macコンピュータは以下の通り。
- iMac（Late 2012 以降）
- MacBook（Early 2015 以降）
- MacBook Pro（Mid 2012 以降）
- MacBook Air（Mid 2012 以降）
- Mac mini（Late 2012 以降）
- Mac Pro（Late 2013 以降）
- Mac Pro（Mid 2010 以降）でMetalをサポートするGPU（Nvidia Kepler以降、ATI Graphics Core Next以降）を搭載したもの

MetalはWWDC 2014にて発表され、iOS 8で初めて導入された。
macOSでのMetalのサポート（Metal for Mac）はWWDC 2015において発表された。

## パフォーマンス
Metalの登場以前は、macOSにはOpenGLが、そしてiOSにはOpenGL ESがそれぞれ提供されていたが、いずれも高度にハードウェアが抽象化されていることから性能上のオーバーヘッドが大きい。Metalは以下のような理由から、OpenGLよりも優れたパフォーマンスを期待できる。
- シェーダーの事前コンパイルおよび最適化や、前もって実行されるステートの結合と評価（Validation）
- GPUとCPUの明確な同期
- GPUとCPUで共有されるメモリ空間
- より小さくなったドライバのオーバーヘッド

これらのうちいくつかは、GPUでコマンドを実行するために必要になるCPUのタスクを低減する。そのため、他の仕事のためにCPUを使えるようになり、全般的なパフォーマンスの向上につながる。